# Handbörd

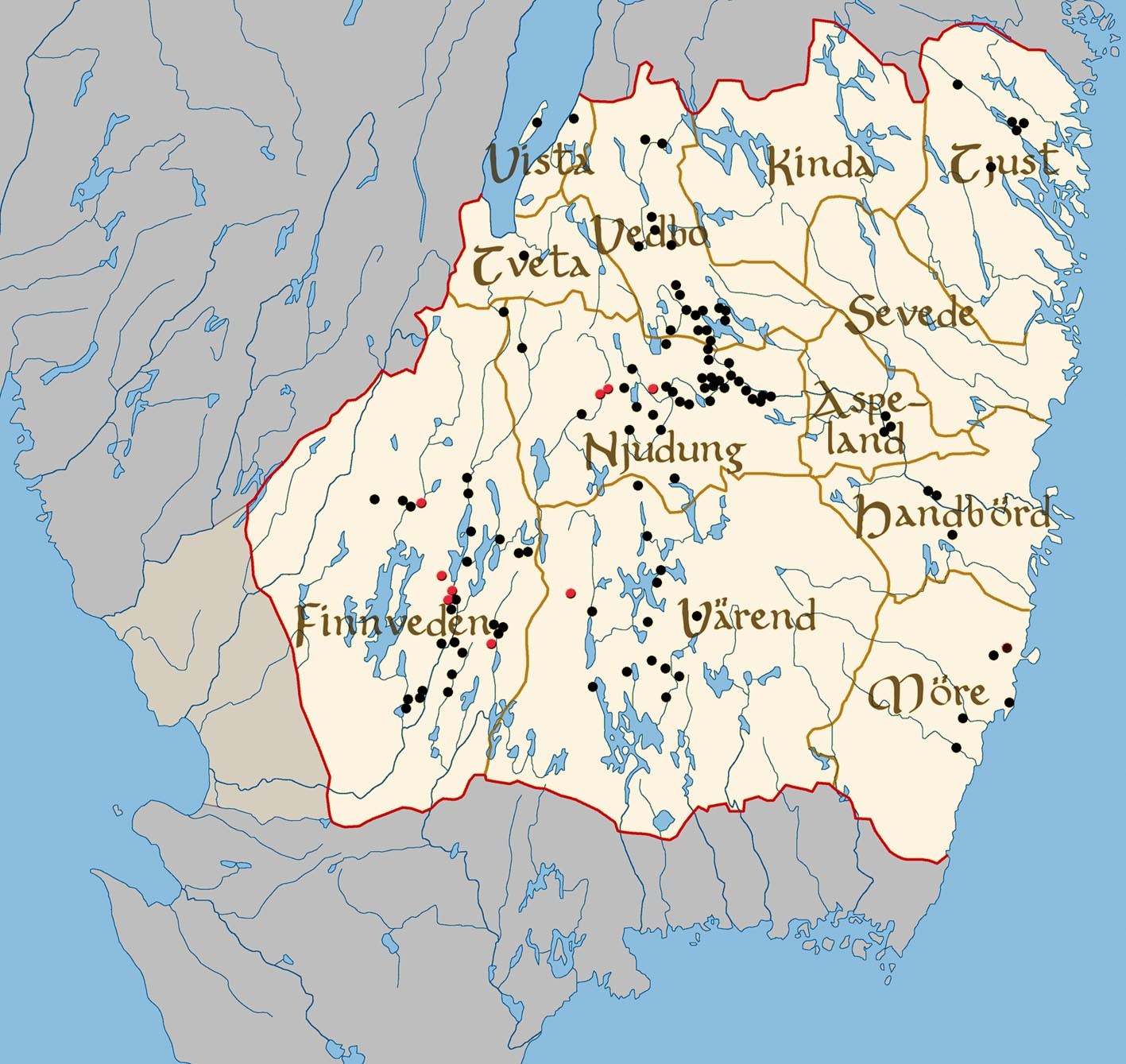
De olika bygderna i vikingatidens Småland. Röda och svarta punkter anger landskapets runstenar. Röda punkter visar på runstenar med texter om långväga färder.

Handbörd var ett av de medeltida småländska små landen, omfattande nuvarande Högsby kommun, Mönsterås kommun, södra delen av Oskarshamns kommun samt Kråksmåla socken i Nybro kommun.
Handbörd tillhörde under medeltiden Kalmar slottslän och stod under kontroll av fogden på Kalmar slott och kom under 1400-talet att delas upp i Handbörds och Stranda härader.